# Hiperkonjugacija

U organskoj hemiji, hiperkougacija je interakcija elektrona u sigma vezi (obično C–H ili C–C) sa susednom praznom (ili parcijalno popunjenom) nevezujućom p-orbitalom, antivezujućom π orbitalom, ili popunjenom π orbitalom, čime se formira produžena molekulska orbitala. Time se povećava stabilnost sistema. Jedino elektroni u vezama koje su β u odnosu na pozitivno naelektrisani ugljenik mogu da stabilizuju karbokatjon putem hiperkoнјugacije.

## Istorija
Ovaj termin je uveo Robert S. Muliken 1939. dok je radio na UV spektroskopiji koнјugovanih molekula. Muliken je primetio da se dodatkom alkil grupa u alkene spektri pomeraju ka dužim talasnim dužinama. Ovo batohromno pomeranje je dobro poznato kod regularnih kougovanih jedinjenja, kao što je butadien.

## Primene
Hiperkougacija se može koristiti za racionalizaciju niza drugih hemijskih fenomena, uklučujući anomerni efekat, gočev efekat, rotacionu barijeru etana, beta-silicijumski efekat, vibracionu frekvenciju eksocikličnih karbonilnih grupa, i relativnu stabilnost supstituisanih karbokatjona i supstituisanih ugljeničnih radikala. Hiperkoнјugacija proizilazi iz kvantno mehaničkog modelovanja kao korektno objašnjenje za preferentni status stepeničaste konformacije, što je u suprotnosti sa starijim stanovištem o sternim preprekama.

### Uticaj na hemijska svojstva
Hiperkougacija utiče na više svojstava molekula.
1. Dužina veze: Smatra se da je hiperkougacija ključni faktor skraćivanja sigma veza. Na primer, jednostruke C–C veze u 1,3-butadienu i metilacetilenu su aproksimatno 1,46 angstroma duge, što je znatno manje od vrednosti 1,54 Å za zasićene ugljovodonike. Za butadien, se ovo može objasniti kao normalna koнјugacija dva alkenilna dela. Međutim kod metilacetilena, dolazi do hiperkoнјugacije između alkil i alkinil delova.
2. Dipolni momenti: Veliko povećanje dipolnog momenta 1,1,1-Trihloroetana u odnosu na hloroform se može objasniti hiperkougacijom strukture.
3. Toplota formiranja molekula sa hiperkougacijom je veća od zbira njegovih energija veza, i toplote hidrogenacije po dvostrukoj vezi su manje od toplote hidrogenacije etilena.
4. Stabilnost karbokatjona:

 σ veza susedna katjonu može slobodno da rotira, i pri tome tri C–H σ veze metil grupa podležu stabilizacionim interakcijama. Što su C-H veze bliže, to je veća hiperkoнјugaciona stabilizacija.